# 한국의 갯벌
한국의 갯벌은 대한민국의 서남해안의 갯벌들 중 유네스코 세계유산에 등재된 갯벌이다. 제주 화산섬과 용암 동굴에 이어 대한민국의 두번째 자연유산이다.

## 선정 과정
2010년 11월 1일 6건의 갯벌이 잠정목록에 등재된 이후 2018년 자연유산 등재를 신청하였으나 서류 불충분을 이유로 심사 대상에서 제외되었다. 이후 수정과 보완을 거쳐 2019년 서남해안의 5개의 갯벌 4건(고창, 신안, 서천, 보성-순천) 에 대하여 '한국의 갯벌(Getbol, Korean Tidal Flats)'이라는 명칭으로 다시 등재 신청을 했다.
2020년 6월 중국 푸저우에서 열리는 제44회 세계유산위원회에서 등재 여부에 대한 심사가 진행될 예정이었으나 코로나19 범유행의 여파로 인해 총회가 2021년으로 연기되었다.
2021년 7월 26일 열린 세계유산위원회의에서 ‘한국의 갯벌’을 유네스코 세계유산으로 등재할 것을 만장일치로 결정하였다.

## 특징

### 개요
순천만과 곰소만, 함해만에 분포하는 서남해안의 갯벌과 신안의 섬들은 전형적인 방적 갯벌이 계절풍과 거대한 조수가 만나 개방된 갯벌로 변하는 독특한 유형의 갯벌이다.
서남해안의 갯벌들은 서해의 다른 갯벌들처럼 장벽섬이 없다. 겨울에는 강한 파도가 모래판을 만들고 여름에는 조류가 파도를 억누르면서 갯벌이 확장된다. 해안선을 따라 계절적 변화가 매우 뚜렷하다. 계절풍과 조류의 영향으로 한 해 동안 진흙 평판에서 혼합 평지로, 모래 평지로 바뀐다.

### 형성
서남해안의 갯벌은 해안을 따라 퇴적물이 쌓이기 시작하면서 생겨났다. 7,000년 전 황해가 육지와 수평을 이루기 시작하면서 2만년 전에 비해 해수면의 급상승이 끝나기 시작했다. 갯벌의 바깥쪽에는 해빈 사구 등이 형성되었다가 해안가로 이동했다. 해안사구는 모래언덕이 잘 발달되어 있고, 방풍림(防風林)이 형성되어 있어 경작 중인 토지를 보호하고 있다.
염전과 논이 방풍림에 의해 보호받으면서 사람들은 자연스럽게 소나무 숲을 보호하였다. 또한 방풍림을 확장하려고 노력해왔는데 이러한 노력은 한국의 갯벌이 보존되는데 기여했다.
한국 남서부의 갯벌은 동아시아 조류들의 이동 경로중 하나이며, 시베리아로 이동하는 철새들의 이동 경유지 역할을 하기도 한다. 철새들은 갯벌에서 먹이를 먹고 먼 거리를 날기 위해 필요한 에너지를 비축한다. 매년 300종의 약 100만 마리의 새들이 갯벌을 찾는다.
또 서남해안 갯벌에서는 다양한 형태의 생명체가 발견된다. 150여종의 저서생물들이 서식하고 있으며, 한때 피해를 입었던 염생식물들이 오늘날 이 땅에서 번성하고 있다. 섬에는 다양한 야생 동식물이 살고 있으며 남해안의 갯벌에 위치한 염전은 한국에서 가장 큰 염전지대 중 하나로, 엄청난 양의 소금을 생산한다.
한국의 갯벌은 전 세계적으로도 높은 생물종 다양성이 나타난다. 흰물떼새, 큰고니 등 천연기념물과 멸종 위기 종의 서식처이며, 지형과 기후의 영향으로 세계에서 가장 두꺼운 개펄의 퇴적층이 안정적으로 유지되고 있다는 점이 특징이다.

## 목록
서천 갯벌과 고창 갯벌, 신안 갯벌과 보성-순천 갯벌 등 4건이 총 면적 12만9346ha으로 구성된 연속유산을 이룬다. 모두 습지보호지역으로 지정되어있다.
| 유네스코 지정번호 | 사진 | 이름                                   | 소재지                          | 좌표                                                                         |
| ----------------- | ---- | -------------------------------------- | ------------------------------- | ---------------------------------------------------------------------------- |
| 1591-001          |      | 서천 갯벌 Seocheon Getbol              | 충청남도 서천군                 | 북위 36° 2′ 42.99″ 동경 126° 36′ 49.69″ / 북위 36.0452750° 동경 126.6138028° |
| 1591-002          |      | 고창 갯벌 Gochang Getbol               | 전라북도 고창군                 | 북위 35° 33′ 6.67″ 동경 126° 32′ 1.33″ / 북위 35.5518528° 동경 126.5337028°  |
| 1591-003          |      | 신안 갯벌 Shinan Getbol                | 전라남도 신안군                 | 북위 34° 49′ 43.76″ 동경 126° 6′ 15.99″ / 북위 34.8288222° 동경 126.1044417° |
| 1591-004          |      | 보성-순천 갯벌 Boseong-Suncheon Getbol | 전라남도 보성군 전라남도 순천시 | 북위 34° 48′ 15.59″ 동경 127° 26′ 8.39″ / 북위 34.8043306° 동경 127.4356639° |

## 등록 기준
| (ⅹ) | 과학이나 보존 관점에서 볼 때 보편적 가치가 탁월하고 현재 멸종 위기에 처한 종을 포함한 생물학적 다양성의 현장 보존을 위해 가장 중요하고 의미가 큰 자연 서식지를 포괄할 것. to contain the most important and significant natural habitats for in-situ conservation of biological diversity, including those containing threatened species of outstanding universal value from the point of view of science or conservation. |

## 같이 보기
- 갯벌
- 대한민국의 세계유산
- 세계유산 잠정목록
- 대한민국의 습지보호지역